# Antonio Cid Cortés
Antonio Cid Cortés (* 16. Februar 1954 in Xunqueira de Espadanedo, Provinz Ourense) ist ein spanischer ehemaliger Bocciaspieler. Er kam mit Tetraplegie infolge infantiler Zerebralparese zur Welt, er startete deshalb im Behindertensport zuletzt in der Klassifikationsgruppe BC1.
Während er in den 1980er Jahren in den Niederlanden arbeitete, begann er sich für das Bocciaspiel zu interessieren. Mit sechs Medaillen – darunter drei goldenen – ist er einer der erfolgreichsten Athleten seiner Sportart bei Paralympischen Sommerspielen. Darüber hinaus gewann er im Laufe seiner Karriere sieben Medaillen bei Welt-, fünf bei Europa- und 16 bei nationalen spanischen Meisterschaften.
Cid Cortés ist Mitglied der Asociación Aixiña in Ourense, einem gemeinnützigen Zusammenschluss und Treffpunkt körperlich und geistig behinderter Personen.

## Ehrungen
- 2006: Real Orden al Mérito Deportivo
- 2012: Distinción al Mérito Deportivo de Galicia
- Steinerne Erinnerungstafel in seinem Heimatort